# Wolfram Siemann
Wolfram Siemann (* 22. Juni 1946 in Witten) ist ein deutscher Historiker.

## Leben
Siemann studierte ab 1965 an den Universitäten Münster, Wien und Tübingen Geschichte, Germanistik, Philosophie und Politikwissenschaft. 1971 schloss er das Studium mit dem Staatsexamen ab und wurde drei Jahre später mit einer Arbeit über die Frankfurter Nationalversammlung von 1848/49 bei Ernst Walter Zeeden promoviert. Von 1975 an war er als wissenschaftlicher Assistent an der Universität Tübingen tätig, wo er sich schließlich 1983 auch habilitierte. 
Von 1985 bis 1987 war Siemann Inhaber eines Heisenberg-Stipendiums; ein Jahr später erfolgte die Ernennung zum außerplanmäßigen Professor in Tübingen. Von 1989 bis 1993 hatte er eine Fiebiger-Professur an der Ludwig-Maximilians-Universität München (LMU) inne und folgte dann dem Ruf auf einen Lehrstuhl für Neuere Geschichte an der Universität Trier. 1996 wechselte Siemann als Nachfolger von Gerhard A. Ritter an die Ludwig-Maximilians-Universität München, wo er bis zu seiner Emeritierung im Jahr 2011 tätig blieb. In den Jahren 1997 und 1998 war Siemann Prodekan, 1999 und 2000 Dekan der Münchner Fakultät für Geschichts- und Kunstwissenschaften. 2002 und 2004 wurde er in den Senat der LMU gewählt. 2008/09 erhielt er ein Forschungsfreijahr im Rahmen des Opera-Magna-Programms der Fritz Thyssen Stiftung und der Volkswagen-Stiftung für die Arbeit an seiner Metternich-Biografie. Siemann ist Mitherausgeber der Reihen „Historische Studien“ (seit 1999) und „Münchner Studien zur neueren und neuesten Geschichte“ (seit 2004).
Zu Siemanns Forschungsschwerpunkten gehören die Revolutions-, Verfassungs- und Mediengeschichte des „langen“ 19. Jahrhunderts. Hohes Ansehen genießen insbesondere seine Untersuchungen zur Geschichte der europäischen Revolutionen von 1848/49. Weiterhin gehört er mit Rolf Peter Sieferle und Joachim Radkau auch zu den Vorreitern der Umweltgeschichte in der deutschen Geschichtswissenschaft.

## Schriften (Auswahl)

### Monographien
- Die Frankfurter Nationalversammlung 1848/49 zwischen demokratischem Liberalismus und konservativer Reform (= Europäische Hochschulschriften. Reihe 3: Geschichte und ihre Hilfswissenschaften. Band 56). Peter Lang Verlag, Frankfurt a. M./Bern 1976, ISBN 3-261-01633-7.
- „Deutschlands Ruhe, Sicherheit und Ordnung“. Die Anfänge der politischen Polizei 1806–1866 (= Studien und Texte zur Sozialgeschichte der Literatur. Band 14). Max Niemeyer Verlag, Tübingen 1985 (Reprint 2011), ISBN 978-3-484-35014-4.
- Die deutsche Revolution von 1848/49. Suhrkamp Verlag, Frankfurt a. M. 1985, ISBN 3-518-11266-X, 7. Aufl. 1997.
- Gesellschaft im Aufbruch. Deutschland 1849–1871. Suhrkamp Verlag, Frankfurt a. M. 1990, ISBN 978-351811537-4, 5. Aufl. 2001.
- Vom Staatenbund zum Nationalstaat. Deutschland 1806–1871 (= Neue Deutsche Geschichte. Band 7). Verlag C. H. Beck, München 1995, ISBN 3-406-30819-8.
- The German Revolution of 1848/49. Translated by Christiane Banjeri. Macmillan Press, London 1998, ISBN 978-0312-21694-8.
- 1848/49 in Deutschland und Europa. Ereignis – Bewältigung – Erinnerung. Schöningh Verlag, Paderborn u. a. 2006, ISBN 978-3-506-75673-2.
- Metternich. Staatsmann zwischen Restauration und Moderne. Verlag C. H. Beck, München 2010, 2. Aufl. 2013, ISBN 978-3-406-58784-9 (Taschenbuch).
- Metternich. Stratege und Visionär. Eine Biografie. Verlag C. H. Beck, München 2016, 2., durchgesehene Aufl. 2017, ISBN 978-3-406-68386-2.[2]